# 阿林娜·帕什
阿林娜·伊万尼芙娜·帕什（烏克蘭語：Аліна Іванівна Паш，1993年5月6日—），乌克兰歌手、词曲作家、说唱歌手。
帕什于2016年参加电视音乐比赛节目《X音素》乌克兰版《Ікс-Фактор》的第6季，最终获得第三名。她于2018年放出单曲《Bitanga》后，帕什在乌克兰国内人气攀升。2019年，乌克兰版《福布斯》将帕什列入“30 to 30”名单，将她划入青年意见领袖（opinion leader）之类；帕什亦于同年获颁乌克兰的Elle风格奖。同样是在2019年，帕什还在烏克蘭獨立日庆典上在总统弗拉基米尔·泽连斯基以及上千名观众面前演唱了饶舌版乌克兰国歌。帕什参加过全国选拔赛事，最終赢得冠军。 她也因此贏得參加2022年欧洲歌唱大赛的資格。不過之後烏克蘭國家電視廣播公司發現帕什曾在2015年前往克里米亚。对此帕什表示，她从未在俄罗斯开过演唱会，不過她的確因私事前往俄罗斯。  最終帕什無法代表烏克蘭參加2022年欧洲歌唱大赛。 
俄羅斯入侵烏克蘭后，帕什在乌克兰和欧洲举办多場慈善音乐会。 